# أوساس إيغودارو
أوساس إيغودارو (مواليد 26 أكتوبر) هي مُمثلة ومُنتجة ومُقدمة برامج تلفزيونية نيجيرية أمريكية.

## وصلات خارجية
- أوساس إيغودارو على موقع IMDb (الإنجليزية)
- أوساس إيغودارو على موقع قاعدة بيانات الفيلم (الإنجليزية)